# Puig de Missa
El Puig de Missa es un pequeño núcleo urbano y conjunto arquitectónico situado en la localidad española de Santa Eulalia del Río, en la isla de Ibiza. Cuenta con una iglesia fortificada del siglo XVI en el punto más elevado del montículo de 52 metros de altura.